# Concórdia de Segóvia

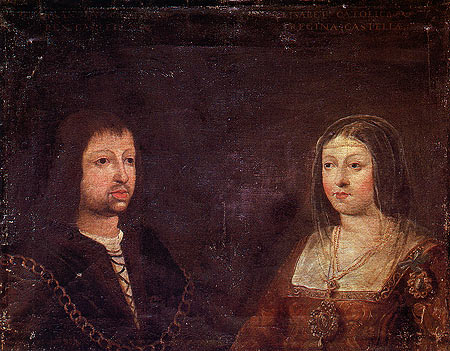
Fernando e Isabel

A Concórdia de Segóvia foi um tratado assinado a 15 de janeiro de 1475, por Isabel I de Castela e Fernando II de Aragão, depois de contrairem matrimónio em Valladolid a 19 de Outubro de 1469. Este delimitava as competências de ambos os monarcas nos assuntos da governação. Pela dita sentença reiteravam-se os direitos de Isabel como "reina e proprietaria de Castilla", concedendo a Fernando plenos poderes que o equiparariam à esposa, sem perder de vista o objectivo de unir definitivamente as coroas de Castela e Aragão e consolidar o Estado.
Entre os seus termos, estipulava que todos os documentos se redactariam em nome do Rei e da Rainha. O nome do Rei apareceria primeiro, mas as armas da Rainha seriam colocados à frente. O produto dos impostos castelhanos seria destinado prioritariamente a Castela e o que sobrasse seria utilizado de comum acordo. Em Aragão proceder-se-ia do mesmo modo. A Rainha reservar-se-ia a nomeação para cargos públicos em Castela; os benefícios eclesiásticos seriam concedidos de comum acordo, mas, em caso de conflito, decidiria a Rainha; os assuntos administrativos e judiciais regular-se-iam de comum acordo quando os reis estivessem juntos e, se não, separadamente. Os reis ficariam associados a todos os actos do poder: não só os documentos oficiais estariam redactados em nome do Rei e da Rainha, mas também o selo seria apenas um, com as armas de Castela e Aragão; do mesmo modo, as moedas levariam a efígie e o nome dos dois soberanos.